# Joaquim Soy Espuña
Joaquim Soy Espuña   (Olot, 1924 - Olot, 30 de gener de 2021), més conegut com El Nardo d'Olot, i abans com en Quim de Can Soy, fou un torero olotí de la dècada de 1950.
Amb vuit germans, va començar a torejar als cinc anys, amb animals de fusta empesos pels seus amics. Va actuar en una desena de curses i en places menors, enfrontant-se a jònecs i no pas a toros, però es va convertir en una llegenda a la comarca. També va ser jardiner de l'Ajuntament d’Olot, i va decidir plantar nards, i d’aquí li ve el sobrenom de ‘El Nardo’.
Va torejar a Olot, Cardona i a Sarrià de Ter. Va acabar la carrera al 1961, després d'haver participat en unes 10 curses.
Va ser un dels propietaris de la Plaça de Braus d'Olot, i l'any 2011 va donar a la ciutat les seves accions i les de la seva dona. També va donar a la ciutat setze cartells de curses de braus de quan El Nardo estava en actiu, que es troben a l'Arxiu Comarcal de la Garrotxa. El seu nom figura a l'enciclopèdia taurina 'El Cossío'. Va morir el 30 de gener de 2021, als 96 anys.

## Llegat
La seva història s'explica en el llibre de Natàlia Molero, titulat ‘Nardo: Un torero d’Olot’. El cronista Joan Casulà i en Francesc Casanovas en van fer una adaptació d'un pasdoble molt popular a Olot:
Entre rosas y azucenas,
en Olot nació un torero;
son sus pasos primorosos,
dados con garbo y salero.
El Nardo tiene por nombre
torero de gran valor